# Neuer Jüdischer Friedhof Steinheim
Der Neue Jüdische Friedhof Steinheim war der Friedhof für die Einwohner jüdischen Glaubens in Groß-Steinheim, heute Stadt Hanau im Main-Kinzig-Kreis in Hessen. Er bestand als Nachfolger des Alten Jüdischen Friedhofs Steinheim seit dem Jahr 1892 und wurde zunächst bis 1937 genutzt. In jüngster Zeit finden wieder Bestattungen der neugegründeten Jüdischen Gemeinde Hanau statt.

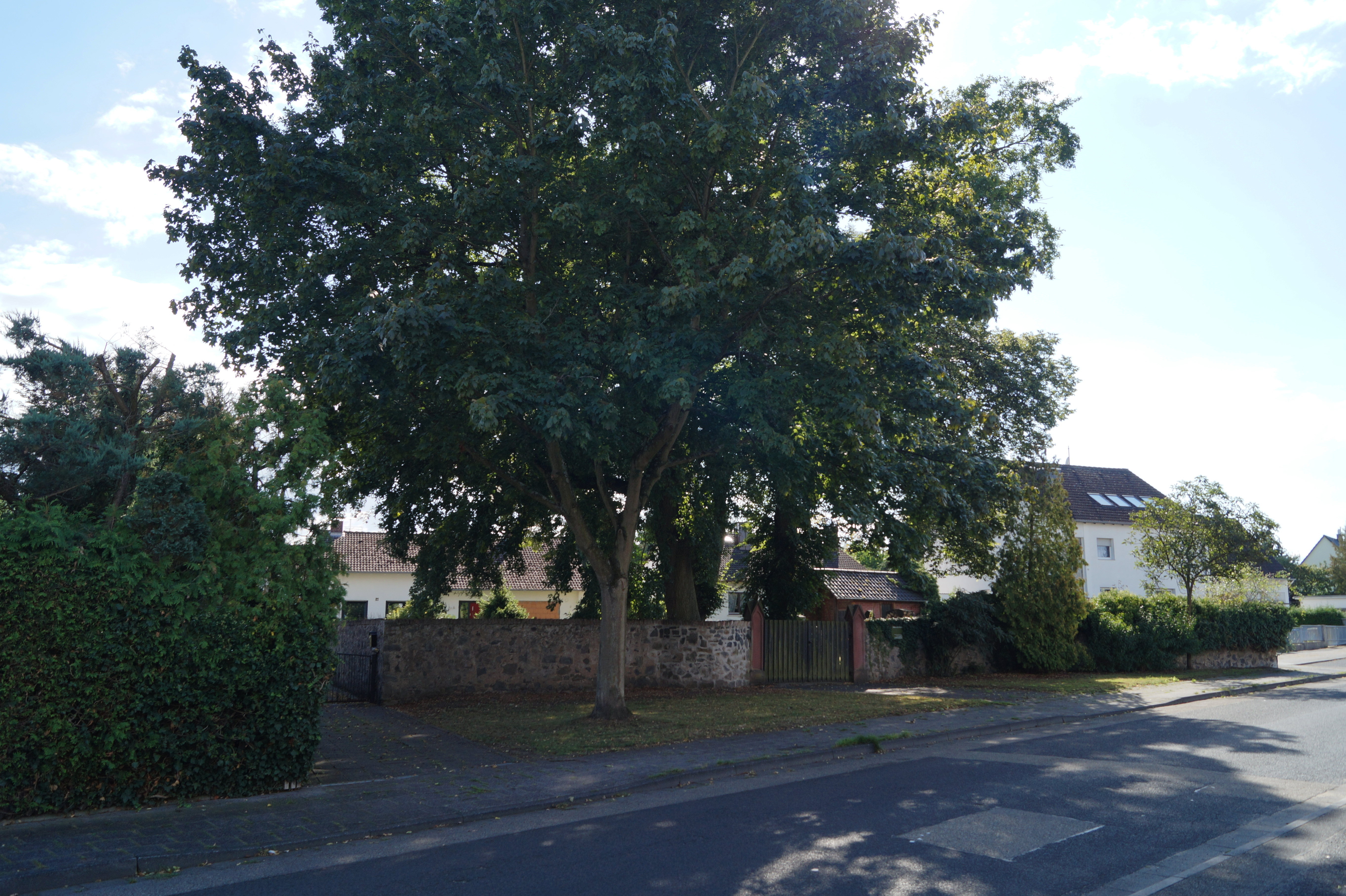
Ansicht von Nordosten 2015

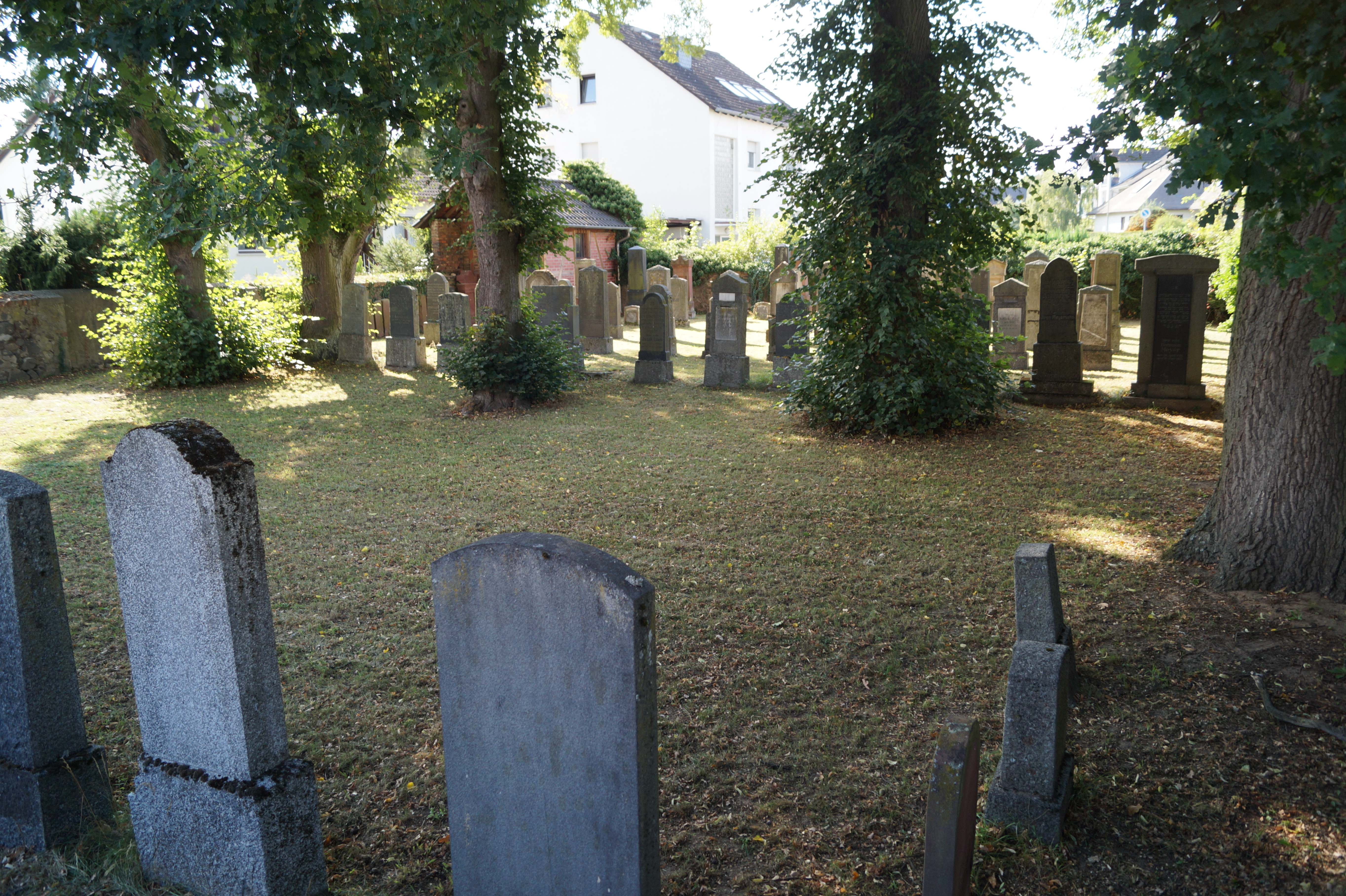
Blick auf den Friedhof von Nordosten 2015

## Geografische Lage
Der Neue Jüdische Friedhof befindet sich in der Odenwaldstraße in der Nähe des Steinheimer Südfriedhofes. Er ist heute an drei Seiten von Wohnbebauung umgeben.

## Geschichte
Nachdem der Alte Jüdische Friedhof Steinheim 1892 vollständig belegt war und geschlossen wurde, konnte bereits Ende 1892 der neue Friedhof eingeweiht werden. Die ursprünglich ältesten Grabsteine weisen die Jahreszahlen 1892 und 1895 auf. Mit der Zerstörung des Alten Friedhofs an der Ecke Darmstädter/Dalbergstraße in den Jahren 1933–35 mussten Leichen exhumiert und auf dem Neuen Friedhof bestattet werden. Deshalb befinden sich an der Südmauer ältere Steine mit Jahreszahlen ab 1871, vor Einrichtung des Friedhofes.
Der Neue Friedhof diente ebenfalls den jüdischen Bewohnern umliegender Orte als Bestattungsplatz. Zur Gemeinde Groß-Steinheim zählten auch die Juden aus Klein-Steinheim (beide Orte wurden erst 1938 zusammengeschlossen), Klein-Auheim, Hainstadt und Dietesheim. Die vorläufig letzte Bestattung fand 1937 statt.
Der Friedhof wurde in den 2000ern reaktiviert und dient seit der Neugründung der Jüdischen Gemeinde Hanau im Jahre 2005 als aktuelle Begräbnisstätte für Menschen jüdischen Glaubens. Die rituelle Bestattungsaufsicht obliegt der Jüdischen Gemeinde Hanau.

## Anlage
Der Neue Jüdische Friedhof umfasst lediglich 700 m² und ist von einer hohen Mauer aus Blasenbasalt umgeben, der Eingang befindet sich an der Nordseite. Im südwestlichen Eck befindet sich ein Gerätehaus des 19. Jahrhunderts, das in Fachwerkbauweise errichtet ist.
Eigentümer des Friedhofs ist der Landesverband der Jüdischen Gemeinden in Hessen, er wird von der Stadt Hanau gepflegt.